# Oulad (Cameroun)
Pour les articles homonymes, voir Oulad.
Oulad est un village du Cameroun situé dans le département du Mayo-Tsanaga et la Région de l'Extrême-Nord, dans les monts Mandara, à proximité de la frontière avec le Nigeria. Il fait partie de la commune de Koza.

## Population
En 1966-1967, Oulad comptait 967 habitants, pour la plupart des Mafa.
Lors du recensement de 2005, il en comptait 2 221.

## Infrastructures
En 1972 Oulad était inaccessible en voiture.